# Matthew Pennington
Matthew Pennington (Warrington, 6 de octubre de 1994) es un futbolista inglés que juega de defensa en el Bradford City A. F. C. de la League One.
Fue internacional sub-19 con Inglaterra.

## Clubes
| Club                           | País       | Año       |
| ------------------------------ | ---------- | --------- |
| Everton F. C.                  | Inglaterra | 2013-2021 |
| Tranmere Rovers F. C. (cedido) | Inglaterra | 2014      |
| Coventry City F. C. (cedido)   | Inglaterra | 2014-2015 |
| Walsall F. C. (cedido)         | Inglaterra | 2016      |
| Leeds United F. C. (cedido)    | Inglaterra | 2017-2018 |
| Ipswich Town F. C. (cedido)    | Inglaterra | 2018-2019 |
| Hull City A. F. C. (cedido)    | Inglaterra | 2019-2020 |
| Shrewsbury Town F. C. (cedido) | Inglaterra | 2021      |
| Shrewsbury Town F. C.          | Inglaterra | 2021-2023 |
| Blackpool F. C.                | Inglaterra | 2023-2025 |
| Bradford City A. F. C.         | Inglaterra | 2025-     |